# Cinema Bizarre
Cinema Bizarre er et band fra Berlin i Tyskland, som blev dannet i 2007.

## Medlemmer
- Strify (født d. 20. august 1988) – sang.
- Shin (født d. 12. december 1989) – trommer.
- Yu Phoenix (født d. 29. december 1988) – guitar.
- Kiro Cullen (født d. 11. januar 1988) – bas.
- Rom3o (født d. 4. august 1988) – kor og keyboard.
- Luminor – Tidligere kor og keyboard.

## Musik
Musikken indeholder pop, rock, New Wave og elektronika og deres stil er inspireret af den japanske stil Visual kei, men på mange punkter langt fra.

## Historie
Medlemmerne mødte hinanden i 2005 til en konference for manga og desuden verdens første I-pop Band.
Musikgenren er navngivet af Cinema Bizarre.

## Forskelligt
Danske Remee og Thomas Troelsen har skrevet numre til Cinema Bizarres debutalbum "Final Attraction", der udkom i oktober 2007. Blandt andet står de bag sangen 'Forever or Never' og derudover er dele af albummet er optaget i København.
Første to singler fra albummet blev “Lovesongs, They Kill Me” og “Escape To The Stars” og i Tyskland gik albummet ind som nummer ni på albumcharten. Desuden udkommer der et nyt album fra de tyske drenge den 26 august udkommer albummet toyZ.
Cinema Bizarre var også med i Tysk mgp 2008, hvor de kom på 3. pladsen med sangen "Forever or Never". 
I Danmark blev interessen rigtig vækket, da Boogie TV boblede “Lovesongs, They Kill Me” til Boogie-listen og de var på boogie listen i 10 uger med "Escape to the stars". 
Cinema Bizarre har i 2008 spillet på Skanderborg Festivalen og i Vega i København. De spillede også i Vega igen den 5 oktober 2009.
I januar 2010 blev bandet opløst. Yu og Romeo er med i et nyt band, Rouge Morgue.